# 松園健
松園 健（まつぞの たけし、1958年1月3日 - ）は、日本の実業家。JACリクルートメント社長。

## 来歴
広島県出身。1980年3月 駒澤大学法学部卒業。コーユーコーポレーション入社。1983年 就職情報センター（現リクルート）に転職し、中途採用情報誌事業部の営業職、HR事業及びICI（海外事業のグループ会社）各営業部長を歴任。2003年リクルートエイブリック（現リクルートエージェント）へと転籍し、製造業、メディカル、大手企業、事業開発部など各部の部長を務める。
2006年リクルートエグゼクティブエージェント社長に就任。2008年ジェイエイシーリクルートメントに営業本部副本部長として入社。営業本部長、専務を経て、2011年社長に就任する。